# Ca l'Amorós (Cerdanyola del Vallès)
Ca l'Amorós, també anomenada Casa Jaume Mañà, és un edifici noucentista de Cerdanyola del Vallès (Vallès Occidental) inclòs a l'Inventari del Patrimoni Arquitectònic de Catalunya.

## Descripció
És un edifici unifamiliar aïllat, de planta quadrangular, situat al carrer Torras i Bages, entre els carrers Verge del Pilar i Misericòrdia, format per una planta baixa i dos pisos. Presenta coberta de teula a dues aigües. La porta d'accés principal és al carrer Misericòrdia. Les obertures són general d'arc carpanell. En origen la casa es trobava envoltada per un jardí que en l'actualitat ha estat transformat en una plaça.

## Història
Ca l'Amorós va ser bastit a principis del segle XX en estil noucentista. En l'actualitat l'edifici, de propietat municipal, és dedicat a oficines locals de Promoció de Treball.